# کاخکوک
کاخکوک یک روستا در ایران است که در دهستان جلگه ماژان شهرستان خوسف واقع شده‌است. کاخکوک 10نفر جمعیت دارد. روستای کاخکوک دارای جاذبه گردشگری و دارای چهار قنات   و دارای معدن است
گردآورنده:محمدرضا کاخکوکی سلطان